# Lasioderma turkmenicum
Lasioderma turkmenicum là một loài bọ cánh cứng thuộc chi Lasioderma trong họ Ptinidae.